# كال بروفتون
كال بروفتون (بالإنجليزية: Cal Broughton) هو لاعب كرة قاعدة أمريكي، ولد في 28 ديسمبر 1860 في ماغنوليا في الولايات المتحدة، وتوفي في 15 مارس 1939 في إيفانسفيل في الولايات المتحدة.